# 長野信一
長野 信一（ながの しんいち、1946年8月31日 - ）は、日本の体操指導者。NHKテレビ・ラジオ体操指導者、さがみはら市民健康づくり会議会長、日本体操研究所所長、全国ラジオ体操連盟副理事長、相模原市ラジオ体操連盟会長。

## 来歴・人物
東京都出身（渋谷区代々木生まれ）。14歳の時より神奈川県相模原市に在住。体育教員を志し日本体育大学へ入学したが、学長から日本レクリエーション協会へ入るように言われたことから、1969年の卒業と共に同協会へ就職。7年間にわたり指導部に在職。レクリエーション指導者の育成、検定、プログラム開発に携わった。
その後、日体大での体操指導を経て、恩師のすすめにより日本放送協会（NHK）のオーディションを受け、1981年（昭和56年）から2010年（平成22年）3月までにかけてNHKでテレビ・ラジオ体操指導者を務めた。
2013年より全国ラジオ体操連盟指導委員へ就任。2015年4月に発足した相模原市ラジオ体操連盟の会長に就任。
NHK体操指導者退任後も、学校や企業、高齢者施設、イベントなどで体操指導を行っている。また、第一興商が提供する業務用カラオケ事業の一つ、生活総合機能改善機器「DKエルダーシステム」における体操プログラム（歌謡体操）の創作者でもある。

## 出演番組
- ラジオ体操・テレビ体操（NHK各種ラジオ・テレビ媒体）
- みんなの体操（NHK各種テレビ媒体）
- みんなのうた（NHK各種ラジオ・テレビ媒体） - 『歩いてみっか!』（歌：所ジョージ。1999年12月・2000年1月放送）[5]で、セリフ[5][6]（歩き方掛け声）を担当[注 6]。のち、DVDソフト『NHK みんなのうた 第12集』（2011年10月21日、NHKエンタープライズ発売）にも収録[6]。
- 1000万人ラジオ体操・みんなの体操祭

## CM
- キリンビバレッジ「アミノサプリナイン」（2006年3月） - ナレーション[注 7]

## ビブリオグラフィ

### 共著書
- 『暮らしの中の実年運動テキスト』[1]
- 『高齢者にやさしい体操』[1]
- 『NHK体操ブック-健康のポイント-』[1]
- 『NHKテレビ・ラジオ体操』1996年度版、1999年度版 - 2004年度版[1]

### 記事
- 長野信一「遊学インタビュー(37)長野信一<日本体操研究所所長>いつもはつらつ18年『ラジオ体操』で健やかづくり」『レクリエーション』第491号、日本レクリエーション協会、1999年12月、61-63頁、ISSN 13435655、NAID 40003836842。

## ビデオソフト
- 『NHK健康ストレッチング』（2003年7月。DVD）[1]
- 『NHKテレビ・ラジオ体操』DVD英語版（2007年9月） - 監修[1]
- 『NHKテレビ体操 座ってもできる 立ってもできる ラジオ体操』（2010年3月26日、NHKエンタープライズ発売。DVD） - 体操指導・監修[1]

## ディスコグラフィ
- 『みんなの体操』（1999年10月21日発売、ビクターエンタテインメント。CD）[注 8]

### 参加作品
- 歩いてみっか! 所ジョージ(2000年1月21日発売)
  - 『みんなのうた』に採用。1番と2番の台詞を担当。